# Guerre civile du Congo-Brazzaville
La guerre civile du Congo-Brazzaville, du début du mois de juin 1997 au mois d'octobre 1997, est un conflit à la fois ethnique et politique qui a opposé le président Pascal Lissouba et sa milice, les Zoulous, à Denis Sassou Nguesso et sa milice, les Cobras. Ce dernier a remporté la victoire grâce au soutien militaire déterminant du régime angolais.
Certains auteurs considèrent que l'ensemble des troubles au Congo à partir de 1993, jusqu'aux combats durant l'été 1997 qui en sont le dénouement, sont des épisodes de cette guerre, voire les violences postérieures jusqu'en 2003, à commencer par la guerre du Pool.

## Déroulement du conflit
De juillet 1993 à 1994, Brazzaville est le théâtre d'une guerre civile larvée opposant les partisans du président Pascal Lissouba, les partisans de l'ancien président Denis Sassou Nguesso et les partisans de Bernard Kolélas, dirigeant du principal mouvement d'opposition et maire de Brazzaville.
En 1995, le conflit, qui aurait provoqué la mort de deux mille personnes et entraîné le déplacement à l'intérieur du pays de cent mille personnes, ne s'apaise qu'avec l'intégration dans le gouvernement de quatre membres de l'opposition. Cependant, le pouvoir ne parvient toujours pas à désarmer les milices partisanes armées.

### Déclenchement
Le 10 mai 1997, l’arrivée à Owando de Denis Sassou-Nguesso, en tournée préélectorale, est perturbée par les partisans de Joachim Yhombi-Opango qui s’opposent à son entrée en tipoye, une chaise à porteurs traditionnelle, dans leur fief. Un militaire proche de Yhombi-Opango, soupçonné de vouloir attenter à la vie de Sassou Nguesso, est abattu par la garde personnelle de l'ancien président. Sassou Nguesso persiste à entrer en tipoye dans la ville, et le lendemain, il y tient un meeting : les militaires appelés pour garantir sa sécurité tirent en l'air. Le drame met le feu aux poudres dans la capitale de la Cuvette. Les événements causent la mort de douze personnes et le déplacement de près de 4 000 personnes vers la ville d'Oyo.
Le 31 mai, la signature d’un code de bonne conduite, en présence de Federico Mayor Zaragoza, par les principaux dirigeants politiques congolais qui s'engagent à renoncer aux armes comme moyen de résoudre les conflits politiques ne met pas fin à la crise. Seulement deux jours plus tard, les Cobras, la milice ethnopartisane de Denis Sassou Nguesso, qui comprend de jeunes « Teke du Nord » (départements de la Cuvette-ouest et des Plateaux) et Obamba, tendent une embuscade à des militaires proches de Yhombi-Opango, aux environs d’Oyo, faisant quatre morts. Le président de la République Pascal Lissouba rentre précipitamment de Harare où il participait au 33e sommet de l’OUA.
Le 4 juin, le gouvernement proclame sa détermination à traquer et anéantir tous les éléments non réguliers détenteurs d’armes de guerre.

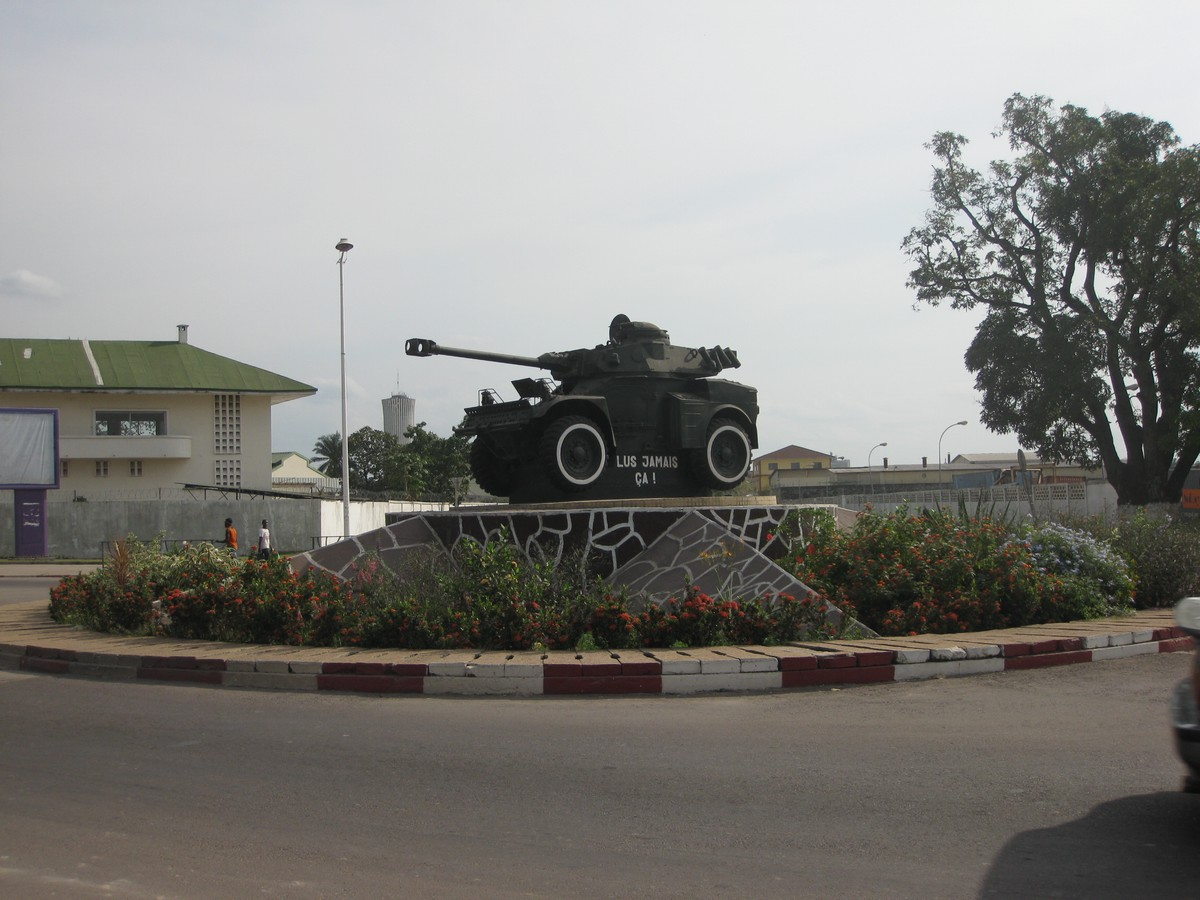
Une automitrailleuse en face du palais présidentiel, en mémoire des évènements du 5 juin 1997.

Le 5 juin 1997, l'armée, appuyée par les « Zoulous », la milice privée du chef de l'État, encercle la résidence privée de Denis Sassou Nguesso, qui réplique en engageant les « Cobras ». Ce dernier y avait également entreposé un arsenal impressionnant, dont une partie aurait pu être livrée par l'entremise de Foccart et de la banque d'Elf la FIBA. Le Canard enchaîné avait révélé qu'« avec l'accord tacite de Paris, des livraisons d'armes via l'Angola, le Gabon et le Sénégal ont permis d'équiper les milices de Sassou Nguesso. Parfois même, achats et expéditions ont eu la capitale française pour cadre. » L'importance de l'armement en possession de Sassou-Nguesso est révélée par les expéditions : au moins 25 tonnes sont parties du Bourget par avion, 200 tonnes réceptionnées à Luanda.
Le président Lissouba s'était rendu peu populaire en France à la suite de sa décision d’augmenter les redevances de Elf sur les revenus du pétrole et de se tourner vers le groupe américain Occidental Petroleum. Ainsi, note le chercheur Etanislas Ngodi, « Bongo, Elf par l’intermédiaire d'André Tarallo, le réseau Foccart (Maurice Robert) et celui de Pasqua par l’intermédiaire de Daniel Léandri et Jean-Charles Marchani, complotent pour renverser Pascal Lissouba.  » Jacques Chirac a pris le parti de Sassou-Nguesso et l'a reçu secrètement à l’Élysée en compagnie d’Omar Bongo le 1er novembre 1996. Si la marge de manœuvre du président français est limitée du fait de la cohabitation avec le premier ministre Jospin, plus enclin à la neutralité, il assure à son hôte que Paris ne s'opposera pas à son retour au pouvoir.
Les Cobras repoussent l’armée et occupent en quelques heures la majeure partie du centre-ville et toutes les casernes du Nord de Brazzaville. La conflagration entre les deux camps a fait plusieurs victimes civiles. Dans la soirée, le ministre de l’Intérieur, Philippe Bikinkita, invité au journal de la télévision nationale, affirme que l’opération du matin était une simple opération de police visant à l’arrestation du commandant Aboya et du colonel Engobo, impliqués dans les événements d’Owando et Oyo, qui avaient trouvé refuge à la résidence de Sassou Nguesso.
L'UNITA angolaise, qui a perdu le soutien du Zaïre après le renversement de Mobutu, s'est repliée au Congo d'où elle apporte un soutien intéressé à Lissouba.

### Poursuite des affrontements

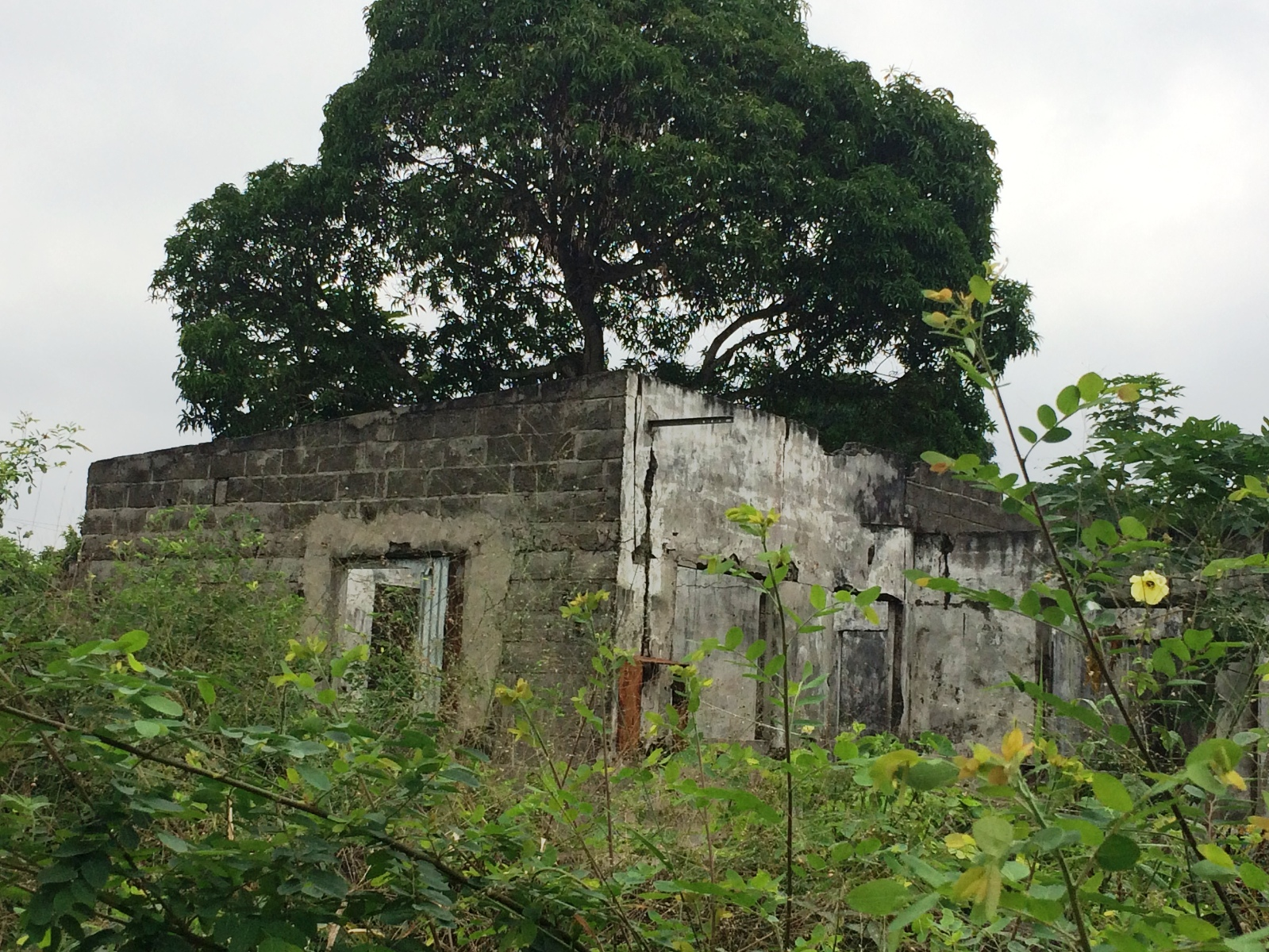
Une maison brûlée en 1997 à Mfilou, toujours en ruines 20 ans après.

La poursuite des affrontements provoque un exode massif qui vide les quartiers de Poto-Poto, Moungali, Ouenze et Mpila. Les centaines de milliers de déplacés trouvent refuge auprès de la parenté à Bacongo, Makelekele, Mfilou, Talangaï ou au PK45.
La guerre reste circonscrite à Brazzaville dont le centre-ville est le principal champ de bataille. Dès les jours suivants, la France évacue ses ressortissants et ceux des autres pays occidentaux. Les deux camps s’installent dans une guerre de position.
Durant quatre mois, de violents affrontements se déroulent dans Brazzaville, la dévastant et la vidant de ses habitants.
Très vite, le président Lissouba se rend compte qu’il ne peut compter sur les forces régulières dont plusieurs officiers rejoignent le camp de son adversaire. En outre, beaucoup de militaires se refusent à prendre part au conflit. Le chef d’état-major, le général Mabika, part en Europe, officiellement pour raisons de santé, imité par son adjoint, le général Mayoulou. Le chef de l'État nomme le colonel Loundou à la tête des FAC. Avec le colonel Ibala, c'est lui qui dirige les opérations militaires pour les forces présidentielles.
Pascal Lissouba, bientôt allié de Kolélas, engage des mercenaires pilotes d'hélicoptères Mi-24 des anciens pays de l'Est. Du côté de Sassou Nguesso, plusieurs des officiers supérieurs exclus de l’armée en 1995 encadrent les Cobras.
Une semaine après le début des affrontements, un fort contingent de Zoulous et de Cocoyes arrivent de Loudima où ils ont été formés par les Israéliens. Le renfort permet à Lissouba de tenir ses positions.

### Tentatives de négociations
Une médiation nationale conduite par Kolelas est lancée. Elle n’obtient aucun résultat concret. Pendant plusieurs jours, les accalmies succèdent aux engagements à l’arme lourde. Des deux côtés, on se livre au pillage des maisons et commerces désertés dans les zones de combat.
Une trêve est conclue le 17 juin. Elle permet un premier contact des représentants des deux camps à Libreville, sous l’égide du président gabonais Omar Bongo. Les délégués de Sassou Nguesso exigent le départ de Lissouba dès le 31 août, date d’expiration de son mandat présidentiel. Cette exigence est inacceptable pour Pascal Lissouba qui diligente la mise en place du Conseil constitutionnel, seule institution habilitée à reporter l’élection présidentielle et prolonger son mandat. Le 23 juin 1997, avec cinq ans de retard, le Conseil constitutionnel est désigné et prête serment au palais du Parlement. Le 19 juillet, le Conseil reporte la tenue de l’élection présidentielle.
Deux mois après le début de la guerre civile, le camp de Sassou Nguesso ouvre une station de radio-télévision dénommée Radio-Telé Liberté, qui défend sa ligne politique et ses thèses sur la guerre et fait le contrepoids aux médias d’État qui œuvrent exclusivement pour Lissouba.

### Nomination de Kolelas
Alors que la guerre civile s’enlise et que les négociations arbitrées par Omar Bongo patinent, une recomposition politique s’opère à Brazzaville, avec la création en septembre 1997, de l’Espace républicain pour la défense de la démocratie et l'unité nationale (ERDDUN). Il est composé de l’ensemble des partis politiques qui ne luttent pas aux côtés des Forces démocratiques et patriotiques (FDP) constituées par Sassou Nguesso après le déclenchement des hostilités : l’UPADS, le MCDDI, le RDPS, RDD, UFD, etc. La présidence du nouvel ensemble politique est confiée à Kolelas. Officiellement, l’objectif de l’ERDDUN est d’œuvrer pour le retour à la paix, mais en réalité, il constitue un front anti-Sassou Nguesso. Le 13 septembre, sur proposition de l’ERDDUN, Lissouba nomme Bernard Kolelas au poste de Premier Ministre. D’une apparence de neutralité au début de la guerre, le président du MCDDI vient de se ranger dans le camp de Lissouba. Pour sauver les apparences, Kolelas fait mine de réserver cinq portefeuilles au PCT, le parti de Denis Sassou Nguesso, dans le gouvernement de 46 ministres qu’il forme.
Juste après sa nomination, Kolelas engage sa milice, les Ninjas, dans la bataille aux côtés des forces de Lissouba. Les Cobras contrôlent toute la partie Nord et Centre du pays, mais le renfort de la milice de Kolelas et l’emploi d’hélicoptères de combat procurent à Lissouba un avantage certain sur le terrain.
À l’instigation de la France, une réunion au sommet est organisée le 16 septembre à Libreville par Omar Bongo. Les présidents Abdou Diouf du Sénégal, Gnassingbé Eyadema du Togo, Alpha Omar Konare du Mali, Mathieu Kérékou du Bénin, Ange-Félix Patassé de Centrafrique, Teodoro Obiang Nguema Mbasogo de Guinée équatoriale et Idriss Déby du Tchad y prennent part. L’objectif du sommet est de réunir les deux protagonistes de la guerre civile congolaise pour trouver une solution de sortie de crise. En dernière heure, Lissouba choisit de se faire représenter par son Premier ministre Kolelas, alors que Sassou-Nguesso est bien présent. Le sommet ne produit aucun résultat concret.

### Position de la communauté internationale
Après la fin du conflit, Pascal Lissouba accusera Elf d'avoir soutenu la prise de pouvoir de son rival Sassou Nguesso.

### Victoire de Denis Sassou Nguesso
Le 29 septembre 1997 des obus sont tombés sur plusieurs quartiers de Kinshasa faisant vingt et un morts. Pendant quarante-huit heures, l'armée de Kinshasa a répliqué en tirant à son tour sur Brazzaville « plus d'une centaine d'obus », selon des habitants de la capitale congolaise joints sur leurs téléphones cellulaires. Ils indiquaient que l'artillerie de Kabila faisait feu à la fois sur le Nord, sous le contrôle du général Sassou N'Guesso, et sur le Sud, aux mains des partisans du président Lissouba. « Ils ont même arrosé la présidence au centre-ville », a précisé une source, qui confirmait que « c'est bien de là que sont partis plusieurs coups, lundi ».
Au début du mois d’octobre, 1997 pour contrer son opposant Jonas Savimbi qui a apporté son soutien à Lissouba, le président angolais José Eduardo dos Santos vient à la rescousse de Sassou Nguesso. Le 11 octobre 1997, 27 véhicules et chars de combat angolais pénètrent en territoire congolais à partir de l’enclave du Cabinda. Les hélicoptères de combat ukrainiens de Pascal Lissouba les repoussent temporairement, mais le 13 octobre, quatre Mig-21 angolais bombardent à Brazzaville les dernières places fortes de Pascal Lissouba.
Le rapport des forces sur le terrain s'en trouve totalement inversé. Les principaux dignitaires du régime Lissouba se replient à Pointe-Noire. Le 9 octobre, les Cobras et l’armée angolaise s’emparent de l’aéroport de Maya-Maya. Le 11, l’aviation angolaise entre en action et lâche des bombes sur le palais présidentiel et sur les quartiers de Bacongo et Makelekele. Lissouba est contraint de quitter Brazzaville et de se replier sur Dolisie.
Le 14, Brazzaville tombe aux mains des Cobras et de l’armée angolaise. Le lendemain, Pointe-Noire est occupée sans heurts par les troupes angolaises. C’est la fin pour le régime de Lissouba. Les dignitaires s’enfuient vers les pays voisins. Le Président de la République lui-même transite par Nkayi et Sibiti avant de traverser la frontière gabonaise. Sassou-Nguesso, victorieux, déclare la fin de la guerre et appelle à la réconciliation des Congolais. Sassou-Nguesso se proclame président après avoir formé un gouvernement d'union nationale dont l'éventail se révèle vite bien étroit. Ce dernier a pour mission de déterminer la durée et les modalités de la période de transition précédant la tenue d'élections générales. Le 24 octobre 1997, Denis Sassou Nguesso s’autoproclame président du Congo et promulgue un Acte fondamental qui aménage une transition flexible de 3 ans qui va finalement durer 5 ans de 1997 à 2002.
Au mois de décembre 1998, les combats reprennent entre armée et « Ninjas ». La guerre civile laisse des traces indélébiles et divise profondément le pays : le Nord restant proche de Sassou-Nguesso, le Centre-Ouest rattaché à Lissouba (en exil), et la région du Pool (Brazzaville) à Kolelas (en exil). Le Congo devient une zone où les miliciens non payés font régner l'insécurité. En demandant l'aide de l'Angola, le pays s'est trouvé impliqué dans le grand conflit qui frappe la région des Grands lacs.
En décembre 1999, un accord de paix est conclu entre toutes les factions armées du pays. Le fossé semble pourtant demeurer entre les acteurs politiques de l'intérieur et ceux dont l'exil se prolonge.

## Conséquences

### Pertes humaines
Selon Eric Dénécé, le bilan serait de 400 000 morts soit près de 10 % de la population du pays.

### Destruction partielle de Brazzaville
Outre les destructions matérielles, la guerre a eu un impact profond dans la société. La ville a été transformée, des quartiers entiers du centre-ville se sont dépeuplés, les habitants de la capitale congolaise ayant mis en place de nouvelles stratégies résidentielles afin de s'éloigner du centre-ville jugé désormais trop risqué.

### Mouvements de réfugiés
La guerre civile au Congo-Brazzaville et l'intensité des combats qui ont dévasté la capitale du pays ont envoyé des milliers de réfugiés à travers le fleuve Congo à Kinshasa. À la mi-octobre 1997, certains ont tenté de rentrer chez eux, mais la plupart a pris la fuite.
Alors que certains réfugiés risquent un retour en commençant à reconstituer un semblant de vie perturbé par cinq mois de guerre civile, la plupart préfère rester dans la sécurité de la région de Kinshasa. Selon les fonctionnaires de l'ONU il y a quelque 36 000 réfugiés congolais enregistrés dans la capitale de l'ex-Zaïre. Un peu moins de 12 000 dans un camp de tentes près de l'aéroport international et le reste avec des amis et des proches de la ville. Au camp de tentes de Kinkole, ouvert en juin 1997 à environ 45 kilomètres du centre de Kinshasa, les réfugiés écoutent de la musique pendant qu'ils attendent des nouvelles sur les conditions à travers le fleuve Congo. Ils disent qu'ils veulent rentrer chez eux, mais estiment que la situation politique reste instable et incertaine. Les travailleurs humanitaires disent que quelques-uns partent pour revenir en arrière, des réfugiés continuent d'arriver ; jusqu'à cinquante personnes par jour.